# OL Play
OL Play (anciennement OL TV, stylisé OLTV), est une chaîne de télévision française, dirigée par Jean-Yves Meilland, et consacrée au club de football de l'Olympique lyonnais qui a lancé ses premiers programmes le 27 juillet 2005.

## Historique

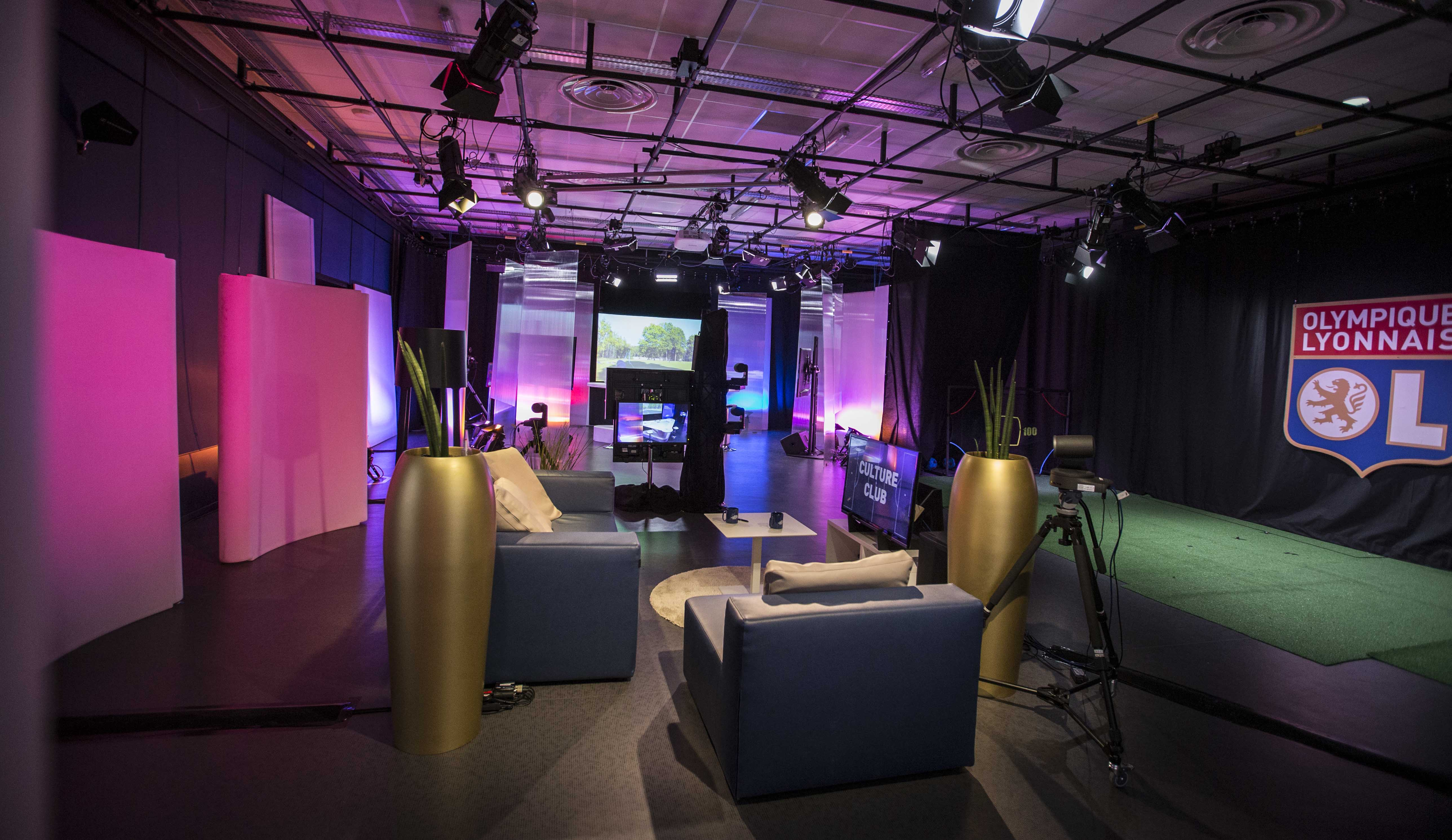
Studios OL Play.

OL TV prend la suite du magazine quotidien d'environ huit minutes « OL Infos » diffusé à partir octobre 1999 sur la station locale de Télé Lyon Métropole.
L'Olympique lyonnais a lancé ses programmes le 27 juillet 2005. La chaîne est disponible 24 heures sur 24 sur les bouquets satellite et sur les réseaux câblés, mais également en direct sur le site officiel du club.
La chaîne diffuse tous les matchs de l'OL, le plus souvent en différé, pour des questions de droits.
La chaîne appartient à la filiale OL Images, qui a été créée afin de produire et de commercialiser les images du club. Elle est disponible en HD.
OLTV est disponible sur la TV d'Orange depuis janvier 2017 dans le bouquet Sport Max.
En juillet 2019, l'offre en ligne OL Play voit le jour et d'accéder au direct d'OLTV ainsi qu'au service de replay et à des contenus vidéos inédits ou à des archives moyennant un abonnement payant.
Au printemps 2020, il est annoncé que la diffusion de la chaîne le bouquet Canal+ va cesser le 29 juillet 2020 — date fixée initialement au 27 juin 2020 —, mais aucune information sur une fermeture définitive n'a été confirmée,,. Au 23 juin 2020, aucune annonce de retrait d'OLTV n'a été faite par les autres opérateurs (SFR Câble et Bouygues Télécom) qui proposent la chaîne dans leurs propres offres, mais des négociations seraient en cours avec Orange et Bouygues Télécom.
Le 24 juin 2020, le journal L'Équipe annonce qu'un accord a été trouvé avec 3 opérateurs : Bouygues Telecom, Free et SFR. Sur SFR, la chaîne devrait donc arriver sur les réseaux xDSL/FTTH en plus des réseaux FTTLa (réseaux câblés). OLTV poursuit ses discussions avec Orange et a entamé des négociations avec Molotov TV.
Le 27 octobre 2021, l'appellation OLTV disparaît. Elle est remplacée par la marque OL Play déjà utilisée depuis 2019 pour l'offre numérique. L'ancien nom reste malgré tout utilisé lors des transitions publicitaires et dans des génériques d'émissions comme OL Night System.

### Identité visuelle (logo)

Logo d'OLTV du 27 juillet 2005 à août 2010.
Logo d'OLTV d'août 2010 au 4 septembre 2017.
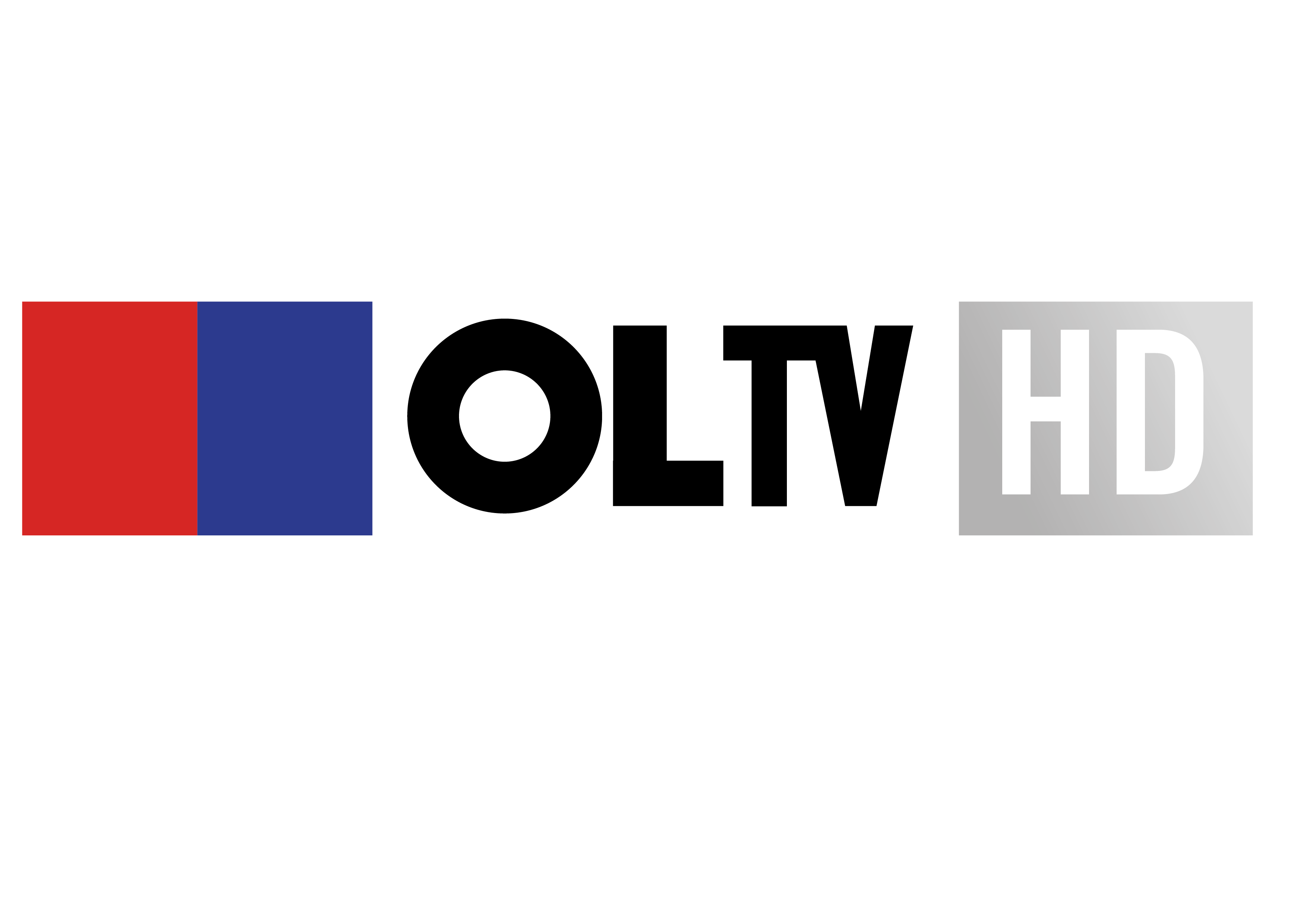
Logo d'OLTV HD.
Logo d'OLTV du 4 septembre 2017 au 26 octobre 2021.
Logo de la chaîne du 27 octobre 2021 et de la plateforme numérique depuis 2019, à 2023.
Logo de la chaîne et de la plateforme numérique depuis 2023.

## L'équipe OL Play

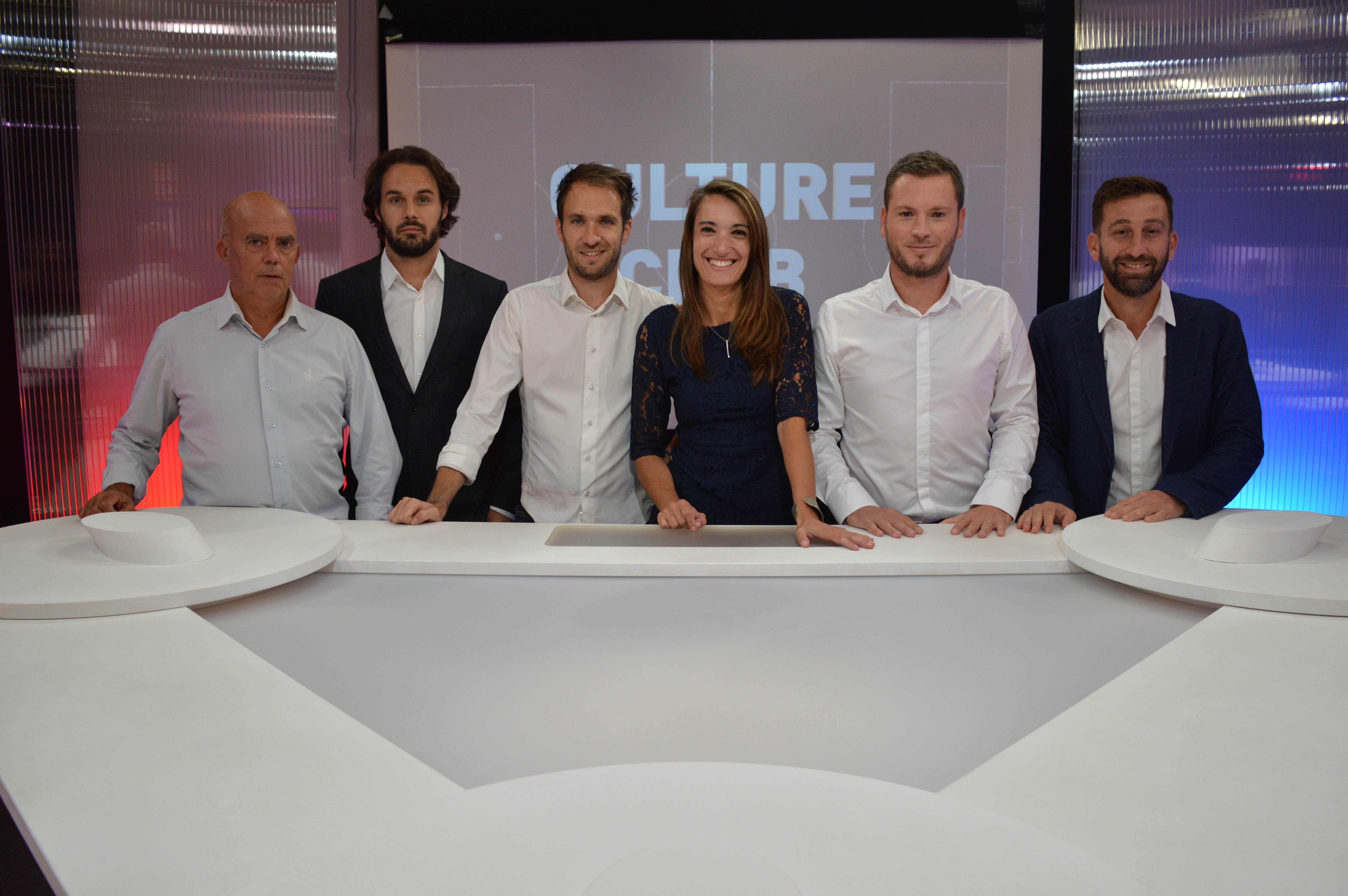
Journalistes de la chaîne

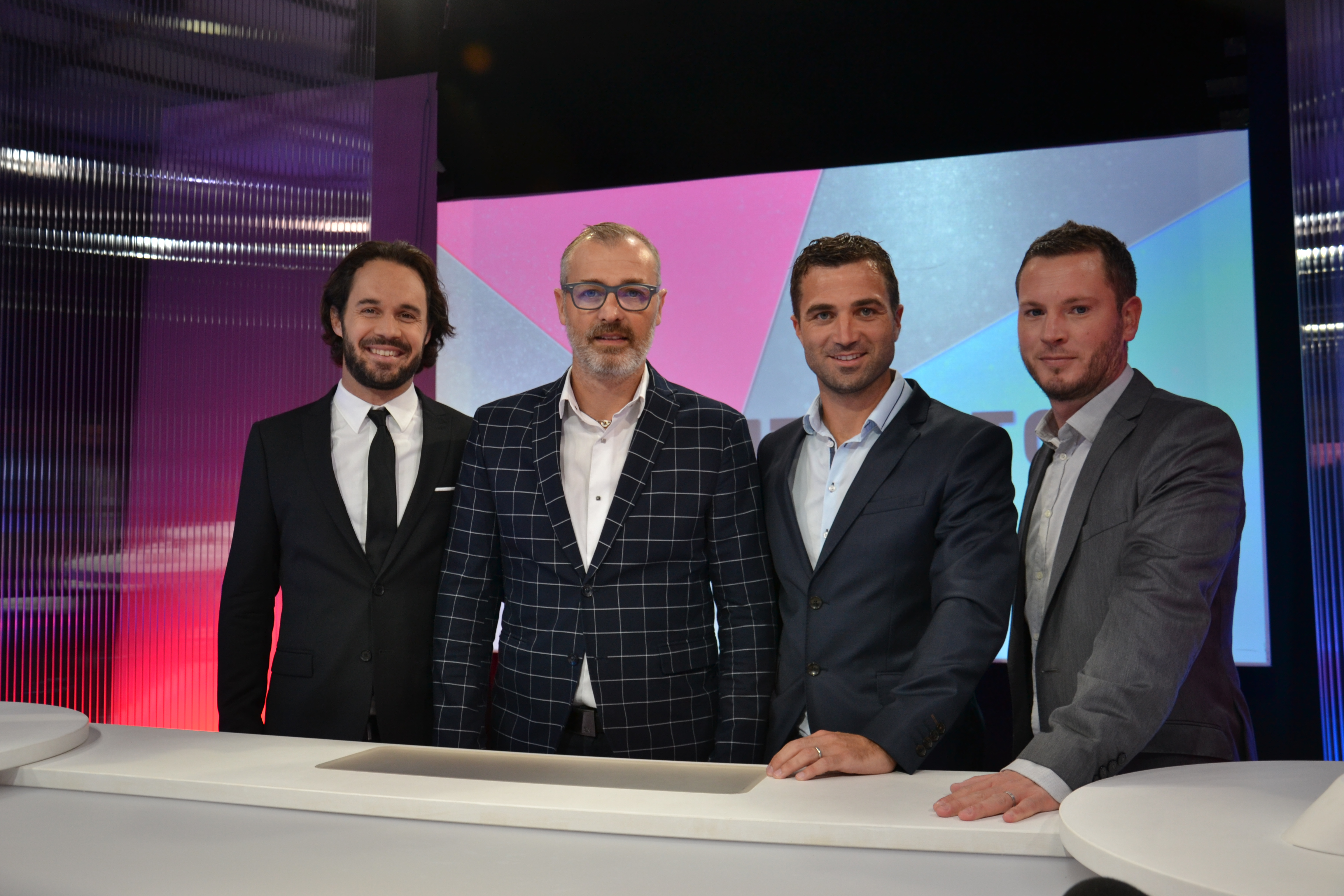
L'équipe des soirs de matches.

L'équipe se compose de plusieurs journalistes, consultants, réalisateurs, régisseurs, etc.
Les principaux sont (par ordre alphabétique) :
- Florent Balmont
- Michael Bayard
- Gaël Berger
- Richard Benedetti
- Bryan Bergougnoux
- Philippe Bruet
- Jean-Marc Chanelet
- Kevin Chifflet
- Serge Colonge
- Jules Cros
- Stephen Crozet
- Damien Decrand
- Abdoulaye Diallo
- Alexandre Distel
- Coralie Ducher
- Hervé Crozat
- Karine Fontbonne
- Éric Guichard
- Féthi Harek
- Nicolas Houël
- Éric Lacroix
- Cyrille Maître
- Yvon Marcellin
- Jean-Yves Meilland
- Mickaël Mouton
- Stéphane Orecchioni
- Corine Petit
- Stéphane Petit
- Anthony Réveillère
- Claude-Arnaud Rivenet
- Seve Romany
- Barth Ruzza
- Alexa Thille
- Élodie Thomis
- Xavier Castellarnau

### Anciens journalistes et consultants
- Sonny Anderson
- Christian Bassila
- Héloïse Basson
- Coline Benaboura
- Richard Benedetti
- Jérémie Bréchet
- Jeremy Berthod
- Cyril Collot
- Pascal Feu
- Maxence Flachez
- Guillaume Gache
- Marilyne Genevrier
- Bernard Lacombe
- Loris Martin
- Florian Maurice
- Karim Mokeddem
- Timothée Piron
- Cécile Siméone
- Olivier Tolachides
- Gabriel Vacher
- Basile Vannetzel
- Julia Vial

## Technique

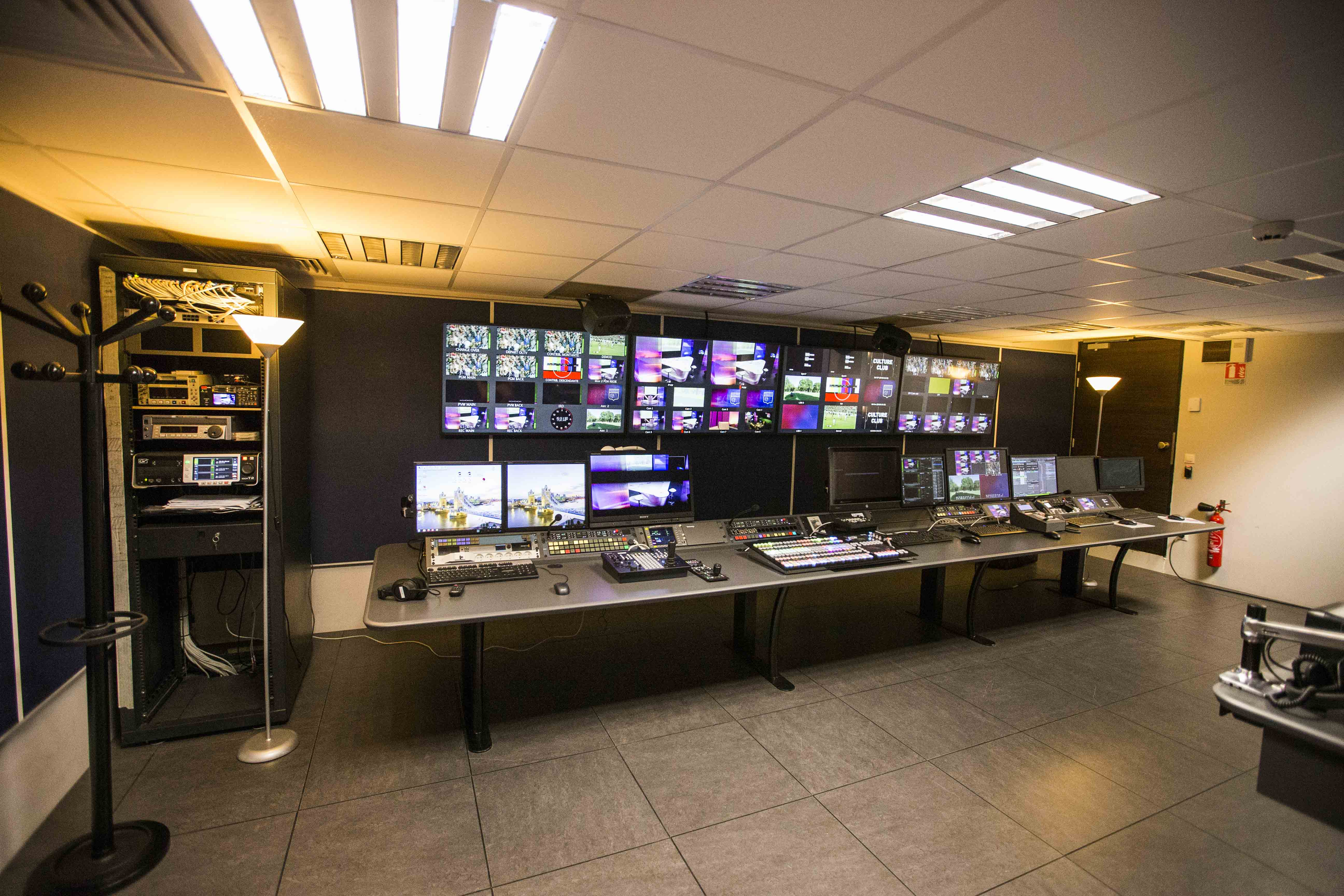
Régie de la chaîne

Les studios d'OL Play se trouvent au cœur du Parc OL, sur un espace de 260 m2. Ils se composent de trois plateaux : le pitch view de 55m² au 3e étage du stade, d'un plateau de 100 m2 dédié aux émissions d'Avant et d'Après match, ainsi que d'un plateau d'enregistrement de 100 m2 et de six salles de montage, qui se trouvent au niveau de la pelouse du Stade. Le matériel de tournage se compose de 15 caméras plateau, 5 caméras ENG.